# Léon de Saint-Réquier
Pour les articles homonymes, voir Requier.
Léon de Saint-Réquier, né Léon-Edgard de Saint-Réquier, le 8 août 1872 à Rouen et mort le 1er octobre 1964, vicomte de Saint-Réquier, est un organiste, compositeur, chef de chœur, maître de chapelle et professeur de musique français.

## Biographie
Léon de Saint-Réquier fut un disciple d'Alexandre Guilmant et de Vincent d'Indy ses professeurs de musique à la Schola Cantorum de Paris.
Il devint à son tour professeur à la Schola Cantorum de Paris et eut pour élève Louis Durey avec lequel il travailla le solfège, l'harmonie, le contrepoint et la fugue.  Parmi ses autres élèves, Celestino Piaggio, Marc de Ranse et Marcel Mihalovici.
Léon de Saint-Réquier était également maître de chapelle de l'église Saint-Charles-de-Monceau à Paris.
Il fut organiste et chef de chœur de la Société des Chanteurs de Saint-Gervais créée par Charles Bordes. Léon de Saint-Réquier occupa ces deux fonctions à Saint-Gervais de 1925 à 1939, date à laquelle il fut remplacé par Paul Le Flem. 
Léon de Saint-Réquier composa de nombreuses œuvres pour orgue et harmonium, ainsi que d'autres pièces de musique sacrée, pour chœur, notamment des messes et un Requiem.
L'auteur de bande dessinée Christian Binet, également accordéoniste, a déclaré à son propos : « Ça a l'air d'une blague mais cet aristocrate dont le nom est aussi celui d'un village de Normandie était également compositeur. Je suis probablement le seul à encore en parler mais ses petits préludes sont vraiment très beaux et faciles à jouer. »